# Manuel Bretón del Río y Fernández del Jubera

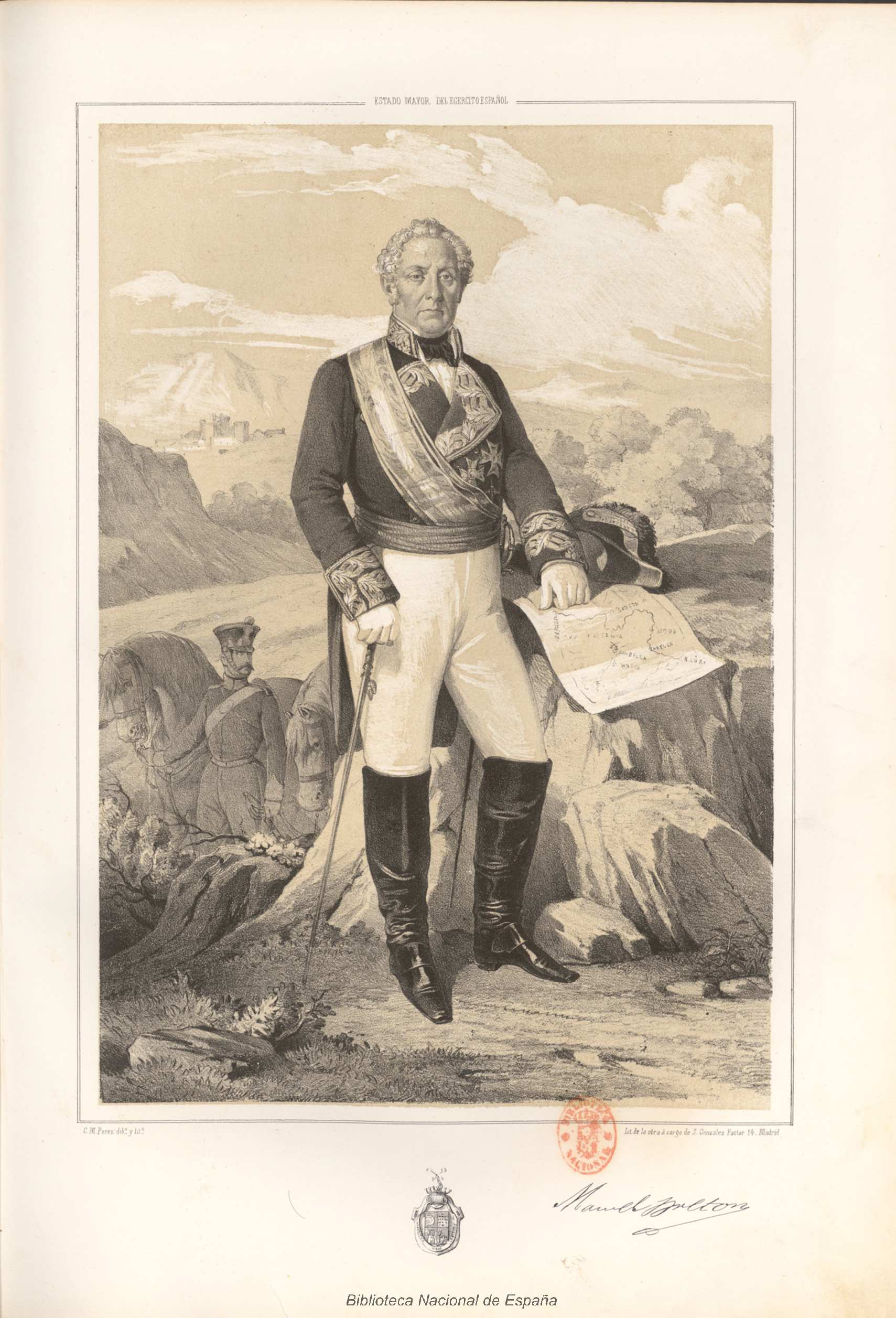
Manuel Bretón. Dibujo y litografía de M. Pérez para Estado Mayor General del Ejército Español, obra escrita y publicada bajo la dirección Pedro Chamorro y Baquerizo, Madrid, 1851-1854. Biblioteca Nacional de España.

Manuel Bretón del Río y Fernández de Jubera (Arnedo, 1780-1859), primer conde de la Riva y Picamoxons, fue un militar español.
Nacido en Arnedo, era hijo de Juan Crisóstomo Bretón Eguizabal y María Benita Fernández de Jubera. Luchó en la guerra de la Independencia como ayudante del general Francisco Javier Castaños. Destinado en la ciudadela de Barcelona, en 1830 fue autor de un memorial contra Carlos de España. Nombrado comandante general de Tortosa en 1833, durante la primera guerra carlista neutralizó el levantamiento carlista en Morella y participó en la Acción de Mayals (abril de 1834). Ascendió a mariscal de campo y fue trasladado al gobierno militar de Zaragoza. Fue sucesivamente capitán general de Aragón, Navarra, Cataluña (1845) y Castilla la Nueva. Fue asimismo investido caballero de la orden de Carlos III el 14 de noviembre de 1845.